# Лейк-Вайнока (Огайо)
Лейк-Вайнока (англ. Lake Waynoka) — переписна місцевість (CDP) в США, в окрузі Браун штату Огайо. Населення — 1381 особа (2020).

## Географія
Лейк-Вайнока розташований за координатами 38°56′24″ пн. ш. 83°46′50″ зх. д. / 38.94000° пн. ш. 83.78056° зх. д. (38.940029, -83.780661).  За даними Бюро перепису населення США в 2010 році переписна місцевість мала площу 12,44 км², з яких 11,09 км² — суходіл та 1,35 км² — водойми.

## Демографія
Згідно з переписом 2010 року, у переписній місцевості мешкали 1173 особи в 463 домогосподарствах у складі 362 родин. Густота населення становила 94 особи/км².  Було 702 помешкання (56/км²).
Расовий склад населення:
| - 98,6 % — білих - 0,7 % — чорних або афроамериканців |

До двох чи більше рас належало 0,7 %. Частка іспаномовних становила 0,8 % від усіх жителів.
За віковим діапазоном населення розподілялося таким чином: 20,6 % — особи молодші 18 років, 56,9 % — особи у віці 18—64 років, 22,5 % — особи у віці 65 років та старші. Медіана віку мешканця становила 46,7 року. На 100 осіб жіночої статі у переписній місцевості припадало 99,8 чоловіків;  на 100 жінок у віці від 18 років та старших — 99,4 чоловіків також старших 18 років.
Середній дохід на одне домашнє господарство  становив 106 160 доларів США (медіана — 64 000), а середній дохід на одну сім'ю — 136 242 долари (медіана — 71 389). За межею бідності перебувало 2,6 % осіб, у тому числі 0,0 % дітей у віці до 18 років та 6,9 % осіб у віці 65 років та старших.
Цивільне працевлаштоване населення становило 463 особи. Основні галузі зайнятості: виробництво — 27,6 %, освіта, охорона здоров'я та соціальна допомога — 21,2 %, будівництво — 15,1 %.